# ベースボール・マガジン社
株式会社ベースボール・マガジン社（ベースボール・マガジンしゃ、BASEBALL MAGAZINE SHA Co.,Ltd）は、野球やサッカーをはじめとするスポーツ・体育関連の雑誌・書籍の発行を行う日本の出版社。略称はBBM。本社は東京都中央区日本橋浜町に置く。
社名に“ベースボール”と付いているが、編集プロ時代の1949年に創刊した『ベースボール・マガジン編集・相撲号』（のちの月刊『相撲』）をはじめ、あらゆるジャンルのスポーツ情報誌やムック、書籍を発行している。スポーツ選手のトレーディングカード「BBMスポーツカード」の発売・スポーツ関連のDVDソフトの発売なども手掛けている。

## 歴史

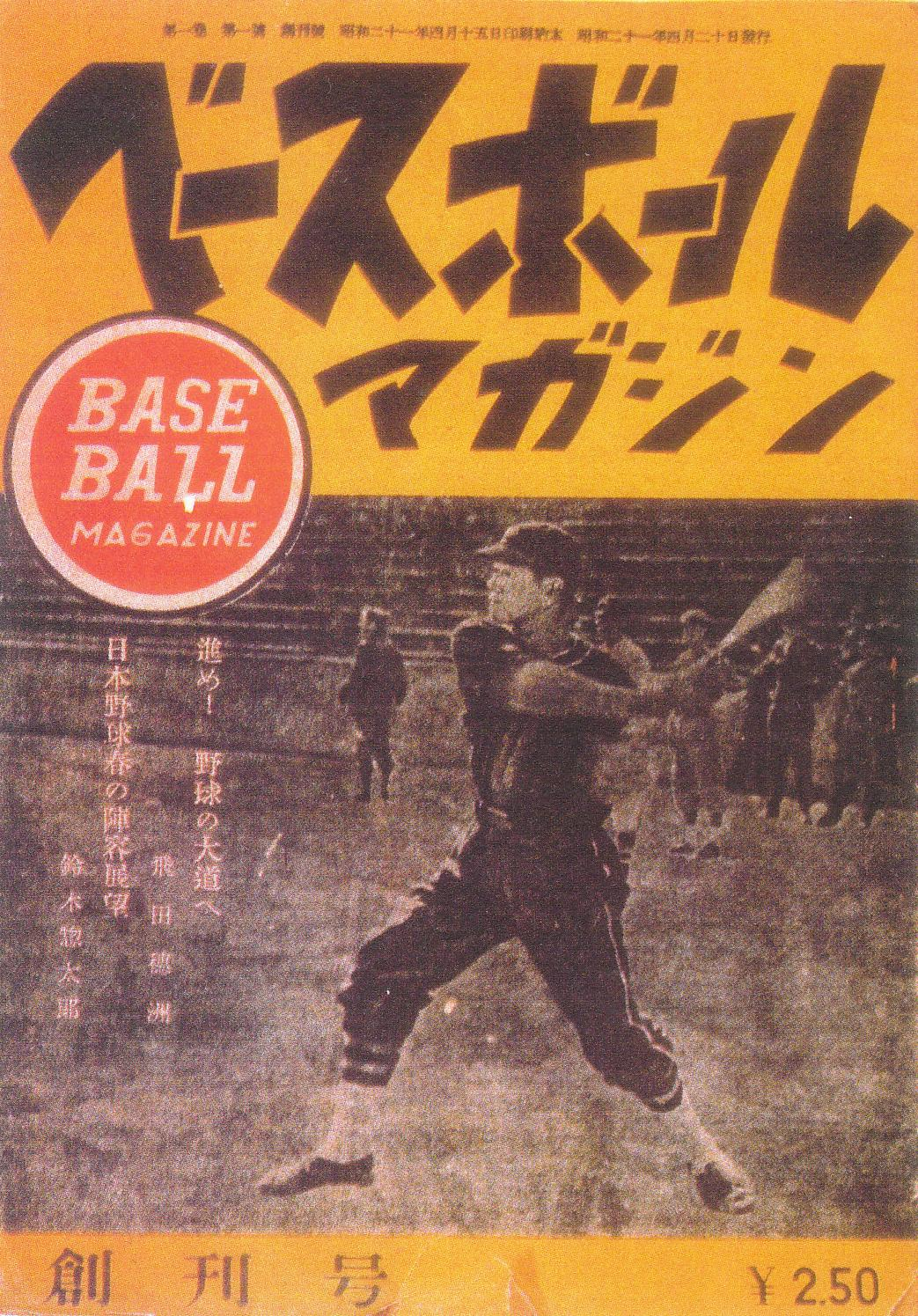
創立のきっかけとなった、
『ベースボール・マガジン』創刊号
（1946年4月20日発行）

1946年4月、『野球界』編集長を務めた池田恒雄により東京都北多摩郡谷保村（のちの国立市）の自宅に恒文社を設立し、『ベースボール・マガジン』を創刊。それに合わせて同年5月3日、同じく谷保村で編集部門（編集プロダクション）としてベースボール・マガジン社を設立した。
1951年3月20日に株式会社ベースボール・マガジン社として法人化。あわせて、『ベースボール・マガジン』の発行元となった。1956年に本社を東京都千代田区神田錦町3-3へ移転。
1965年には兄弟会社の恒文社から『平凡パンチ』に競合する男性向け週刊誌『F6セブン』、『朝日ジャーナル』路線の総合雑誌『潮流ジャーナル』を創刊するも1年ともたずに休刊。その他の翻訳出版などもうまくゆかず、資金繰りが悪化して10億円とも言われる負債を抱えて倒産。1967年12月に東京地方裁判所に会社更生法の適用を申請して、再建に乗り出す。この倒産時に一部の社員が退社し立ち上げたのが、日本スポーツ出版社である。
1984年に後楽園球場（のちの東京ドームシティ）近くの千代田区三崎町3-10-10へ移転。

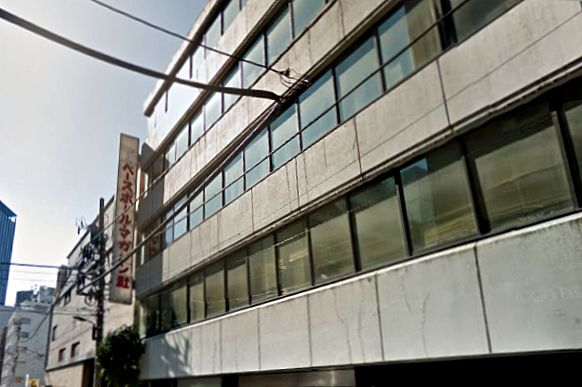
ベースボール・マガジン社旧社屋（東京都千代田区三崎町）

2015年4月1日より新潟県南魚沼市の大原運動公園野球場の命名権を取得し「ベーマガSTADIUM」の名称で呼ばれる。
2016年に三崎町の本社ビルを売却し、東京都中央区日本橋浜町へ移転。

## 定期刊行物
- 増刊扱いの雑誌は除く

### 週刊誌
- 週刊プロレス（1955年創刊）
- 週刊ベースボール（1958年創刊）

### 月刊誌
- ベースボールマガジン（1946年創刊）
- 相撲（1952年創刊）
- 陸上競技マガジン（1951年創刊）
- サッカーマガジン（1966年創刊）
- ラグビーマガジン（1972年創刊）
- ソフトテニスマガジン（1975年創刊）
- アメリカンフットボールマガジン（1975年創刊）
- スイミングマガジン（1977年創刊）
- バドミントンマガジン（1980年創刊）
- ボウリング・マガジン（1983年創刊）
- サッカークリニック（1994年創刊）
- ランニングマガジン・クリール（2002年創刊）
- ベースボールクリニック（2002年創刊）

### 休刊・廃刊
- 週刊スポーツマガジン（1959年創刊）
- Five 6 Seven（1965年創刊）
- 水泳競技マガジン（1966年創刊）
- バレーボールマガジン （1973年創刊）
- Jam Jam 野球界（1981年創刊）
- ハンドボールマガジン （1984年創刊、1985年休刊）
- バスケットボールマガジン （1984年創刊）
- 卓球マガジン （1985年創刊、1987年休刊）
- ザ・ゲートボール （1985年創刊、1988年休刊）
- アイスホッケー・マガジン （1985年創刊、2017年休刊）
- 近代空手（1985年創刊）
- 季刊水の趣味 （1988年創刊）
- 格闘技通信（1986年創刊）
- 月刊メジャー・リーグ （1997年創刊）
- フィギュアスケートマガジン
- こどもじかん（2017年創刊）
- スポーツカードマガジン（1997年創刊、2017年休刊）
- スイマーズ
- 72ヴィジョンGOLF
- テニスマガジン（1970年創刊、2022年休刊）
- ヒットエンドラン
- ベースボールクリニック
- ラグビークリニック
- ワールドサッカーマガジン
- マラソン・マガジン（1977年創刊）
- 月刊武道（1974年創刊）
- 綱引マガジン（1990年創刊、2007年休刊）[4]
- 月刊J2マガジン（2014年創刊、2017年休刊）
- コーチングクリニック（1987年創刊、2022年休刊）
- ボクシング・マガジン（1956年創刊、2022年休刊）
- ソフトボールマガジン（1977年創刊、2022年休刊）
- 近代柔道（1979年創刊、2022年休刊）

## 歴代社長
創業家の池田家による同族経営である。
| 代 | 在任期間        | 人物                                       | 備考                                                                     |
| -- | --------------- | ------------------------------------------ | ------------------------------------------------------------------------ |
| 初 | 1951年3月20日 - | 池田恒雄（1911年5月3日 - 2002年2月9日）    | 新潟県北魚沼郡小出町（のちの魚沼市）出身。早稲田大学卒業。               |
| 2  | - 1998年        | 池田郁雄（1940年6月25日 - 1998年10月12日） | 池田恒雄の息子。会長へ退いた池田恒雄に代わり、社長に就任。在任中に死亡。 |
| 3  | 1998年 -        | 池田哲雄（1957年8月30日 - ）               | 池田恒雄の三男。異母兄である池田郁雄の急死後、社長に就任。               |

## 主な歴代在籍者

### 社員
記者・編集者
姓の五十音順。＜＞内は、ベースボール・マガジン社社員としての在籍期間。
- 朝岡秀樹 - 『格闘技通信』5・7代目編集長。
- 池田雅雄＜1949年 - ＞ - 池田恒雄の弟。『相撲』編集長。
- 市瀬英俊＜1986年頃 - 1998年＞ - 『週刊プロレス』記者、『週刊ベースボール』記者。
- 大住良之＜1974年 - 1982年＞ - 『サッカーマガジン』編集長。サッカージャーナリスト。FC PAF監督。
- 加藤誉昭 - 記者。プロ野球選手。
- 小島和宏＜1991年頃 - 1996年8月31日＞ - 『週刊プロレス』記者。
- 佐藤正行 - 『週刊プロレス』編集長→『週刊ベースボール』編集長→『週刊プロレス』編集長→『ベースボールマガジン』編集長。『週刊ベースボール』『週刊プロレス』両誌の編集長を歴任したのは唯一。新潟県出身。
- 杉山頴男＜ - 2000年＞ - 『週刊プロレス』初代編集長、『格闘技通信』初代編集長。
- 鈴木健＜1991年 - 2009年9月30日＞ - 『週刊プロレス』記者。同誌元編集次長。
- 関三穂（せき みつほ、1907年 - 2003年） - 『野球界』編集者・カメラマン。『プロ野球史再発掘』シリーズなどの野球関連書籍を発表している。野球ライター。
- 竹内宏介＜1965年 - 1968年＞ - 『プロレス&ボクシング』編集長。1968年に日本スポーツ出版社へヘッドハンティングされ、移籍。
- 谷川貞治＜1984年頃 - 1996年＞ - 『格闘技通信』編集長。後に、K-1イベントプロデューサー。
- 田村大五＜1954年 - 1959年、1975年 - 2008年＞ - 『週刊ベースボール』編集長、編集局長、常務取締役、顧問。ベースボールコラムニスト。新潟県柏崎市出身。
- 原功＜1982年 - 2001年＞ - 『ボクシング・マガジン』編集長。
- 本多誠 - 『格闘技通信』4・8代目編集長、『週刊プロレス』編集長。
- 三宅充＜1951年 - 1953年＞ - 『相撲』編集長、『ベースボールマガジン』編集長。のちに読売新聞社に移籍し、『大相撲』編集長。
- 村上晃一＜1987年 - 1998年＞ - 『ラグビーマガジン』編集長。ラグビージャーナリスト。
- 田村一博＜1989年 - ＞ - 『ラグビーマガジン』編集長。
- 山本茂 - 『ボクシング・マガジン』編集長。
- ターザン山本!＜1980年 - 1996年＞ - 『週刊プロレス』編集長、『格闘技通信』編集長。
- 結城信孝＜1967年 - 1973年＞ - 『週刊ベースボール』記者、『相撲』記者。
- 湯沢直哉＜1997年 - ＞ - 『週刊プロレス』編集長。

### 顧問
- 伊原春樹 - プロ野球選手。
- 奥井成一 - プロ野球選手。
- 関本四十四 - プロ野球選手。新潟県糸魚川市出身。
- 常見忠 - プロ野球選手。

## 恒文社
株式会社恒文社（こうぶんしゃ）はベースボール・マガジン社（BBM）の兄弟会社という関係にあり、本社・販売部は同じ東京都千代田区三崎町三丁目に設けられていた（本社は10番10号、販売部は5番5号）。社名の「恒」は、池田恒雄から1字採ったもの。
前述の『F6セブン』『潮流ジャーナル』の他、池田恒雄の趣味であるソ連や東ヨーロッパ関係の出版物として『東欧文学全集』やソ連の雑誌『スプートニク』の日本語版を出した。
そして、BBMがベースボールマガジンの発行元となって以降も、恒文社からは野球をはじめとするスポーツ関連の雑誌・書籍を発行する場合がある。特定の野球選手を取り上げたグラフ誌『ベースボールアルバム』（1979年 - 2000年）、特定のプロレスラーを取り上げたグラフ誌『プロレスアルバム』（1980年 - 1988年）も、もともとは恒文社からの発行だった（いずれも、1986年途中にBBMへ変更）。
恒文社から発行していたスポーツ関連書籍を、後年BBMが改訂版として発行する事がある（例：1985年発行の『大阪タイガース球団史』→1992年発行の『大阪タイガース球団史1992年度版』）。また、2009年12月10日には『週刊プロレス』の1500号を記念して、1982年 - 1983年に当時の恒文社が発行していた『プロレスアルバム』の初代タイガーマスクを取り上げた全3号を復刻・合本した『プロレスアルバム タイガーマスク Special Edition』をBBMから発売している。
BBMが発行している各種トレーディングカードの商標は、恒文社が所有している。
2016年1月1日付で、BBMに吸収合併された。

## 関連会社
- 株式会社ビー・ビー・エム・スポーツ・コミッション

かつての関連会社
- 株式会社恒文社（BBMの源流で、2016年1月1日付でBBMへ吸収合併）